# Светско првенство у хокеју на леду 2016 — Дивизија II
Светско првенство дивизије II у хокеју на леду за 2016. у организацији Међународне хокејашке федерације по 16. пут у овом облику одржало се од 9. до 15. априла 2016, као треће по рангу квалитативно такмичење националних селекција за титулу хокејашког светског првака. На првенству је учестовало 12 екипа подељених у две квалитетне групе са по 6 тимова.
Домаћин турнира групе А је Шпанија и град Хака, док се турнир групе Б играо у Мексико Ситију у Мексику.

## Учесници
На првенству учествује укупно 12 националних селекција подељених у две квалитетне скупине са по 6 екипа, од којих су 6 из Европе, 3 из Азије, 2 из Океаније, и један тим из Северне Америке.
Новајлије на првенству у 2016. су селекције Холандије која је 2015. испала из Дивизије I, те Северна Кореја која је победила на првенству треће дивизије 2015. године (такмичи се у групи Б).
| Репрезентација | Резултат у 2015. години         |
| -------------- | ------------------------------- |
| Холандија      | 6. место у Дивизија I, група Б  |
| Белгија        | 2. место у Дивизији II, група А |
| Србија         | 3. место у Дивизији II, група А |
| Шпанија        | 4. место у Дивизији II, група А |
| Исланд         | 5. место у Дивизији II, група А |
| Кина           | 1. место у Дивизији II, група Б |

| Репрезентација | Резултат у 2014. години         |
| -------------- | ------------------------------- |
| Аустралија     | 6. место у Дивизији II, група А |
| Нови Зеланд    | 2. место у Дивизији II, група Б |
| Мексико        | 3. место у Дивизији II, група Б |
| Бугарска       | 4. место у Дивизији II, група Б |
| Израел         | 5. место у Дивизији II, група Б |
| Северна Кореја | 1. место у Дивизији III         |

## Турнир групе А
Такмичење у групи А одржано је у периоду између 9. и 15. априла 2016. године, а све утакмице играле су се у Леденој дворани Хака (шп. Pabellón de Hielo de Jaca) капацитета 3.579 седећих места. Турнир се одржавао по једнокружном лигашком бод систему свако са сваким у пет кола. Најбоље рангирана селекција обезбедила је пласман у виши ранг такмичења за наредну годину, док последњепласирани тим испада у групу Б где ће 2017. да се бори за опстанак у другој дивизији.
У односу на претходну годину новајлије у овом рангу такмичења су селекције Холандије, која је као последњепласирана испала годину дана раније из прве дивизије, те селекција Кине која је била најбоља у Б групи друге дивизије.
Репрезентација Холандије остварила је максималан учинак од 5 победа и експресно се вратила у виши ранг такмичења, док је селекција Кине такмичење завршила на последњем месту са само једним освојеним поеном. Сребрна медаља припала је селекцији домаћина Шпаније, док је бронзу освојила репрезентација Белгије.
На турниру су постигнута укупно 94 гола, или 6,27 голова по утакмици. Свих 15 утакмица укупно је посматрало уживо 8.297 гледалаца или 553 гледаоца по утакмици.
Одлуком директората турнира за најбоље играче турнира проглашени су голман репрезентације Шпаније Андер Алкаин, најбољи одбрамбени играч је Холанђанин Ерик Тумерс (уједно и најефикаснији играч турнира са 1 голом и чак 8 асистенција), док је за најбољег нападача проглашен Белгијанац Бен ван ден Богарт.

### Судије
Међународна хокејашка федерација је за такмичење у овој групи делегирала укупно 11 судија, 4 главна и 7 помоћних:
| Главне судије - Едуард Ибатулин - Пшемислав Кепа - Јуриј Оскирко - Расмус Топел | Линијске судије - Серхио Бјес - Данијел Хинек - Лукаш Кацеј - Руди Мајер - Атила Нађ - Емил Илетинен - Виктор Зинченко |

### Резултати групе А
Сатница је по локалном времену (UTC+2)
| 9. април 2016. 13:00 | Белгија | 5 : 4 (пен) (2:2, 2:1, 0:1; 0:0; 1:0) | Исланд | Ледена дворана Хака, Хака Посетилаца: 120 |

| Извор | Извор                                  | Извор | Извор               | Извор                                                        |
| --- | -------------------------------------- | --- | ------------------- | ------------------------------------------------------------ |
| | Мајк Јансен                            | Голмани | Снори Сигјурбергсон | Судије Расмус Топел Линијске судије Данијел Хинек Руди Мајер |
| Јорен Де Смет — 11:06 Максим Пелегримс — 18:34 Јордан Паулус — 30:43 Анди Колођиејчик — 31:32 Јорен де Смет Бен ван ден Богерт Микаел Дистат | 0:1 0:2 1:2 2:2 2:3 3:3 4:3 4:4 Пенали | 02:02 — Андри Хелгасон 05:39 — Роберт Сигјурдсон 29:22 — Роберт Сигјурдсон 59:37 — Бјерн Сигјурдарсон Роберт Сигјурдсон Емил Аленгард Бјерн Сигјурдарсон |                     | Судије Расмус Топел Линијске судије Данијел Хинек Руди Мајер |
| 12 мин | Искључења                              | 10 мин |                     | Судије Расмус Топел Линијске судије Данијел Хинек Руди Мајер |
| 37 | Шутеви на гол                          | 37 |                     | Судије Расмус Топел Линијске судије Данијел Хинек Руди Мајер |

| 9. април 2016. 16:30 | Србија | 2 : 3 (0:0, 2:3, 0:0) | Холандија | Ледена дворана Хака, Хака Посетилаца: 850 |

| Извор                                        | Извор               | Извор                                                           | Извор        | Извор                                                          |
| -------------------------------------------- | ------------------- | --------------------------------------------------------------- | ------------ | -------------------------------------------------------------- |
|                                              | Арсеније Ранковић   | Голмани                                                         | Шурд Идзенга | Судије Јуриј Оскирко Линијске судије Серхио Бјес Емил Илетинен |
| Ненад Раковић — 36:17 Павел Поправка — 38:26 | 0:1 0:2 0:3 1:3 2:3 | 23:09 — Макс Херменс 26:59 — Гус ван Нес 31:38 — Кевин Брејстен |              | Судије Јуриј Оскирко Линијске судије Серхио Бјес Емил Илетинен |
| 10 мин                                       | Искључења           | 6 мин                                                           |              | Судије Јуриј Оскирко Линијске судије Серхио Бјес Емил Илетинен |
| 31                                           | Шутеви на гол       | 41                                                              |              | Судије Јуриј Оскирко Линијске судије Серхио Бјес Емил Илетинен |

| 9. април 2016. 20:00 | Кина | 0 : 2 (0:1, 0:0, 0:1) | Шпанија | Ледена дворана Хака, Хака Посетилаца: 1.500 |

| Извор  | Извор         | Извор                                       | Извор        | Извор                                                              |
| ------ | ------------- | ------------------------------------------- | ------------ | ------------------------------------------------------------------ |
|        | Сја Шенгжунг  | Голмани                                     | Андер Алкаин | Судије Едуард Ибатулин Линијске судије Лукаш Кацеј Виктор Зинченко |
|        | 0:1 0:2       | 08:39 — Пабло Муњоз 56:37 — Адријан Убијето |              | Судије Едуард Ибатулин Линијске судије Лукаш Кацеј Виктор Зинченко |
| 12 мин | Искључења     | 8 мин                                       |              | Судије Едуард Ибатулин Линијске судије Лукаш Кацеј Виктор Зинченко |
| 15     | Шутеви на гол | 34                                          |              | Судије Едуард Ибатулин Линијске судије Лукаш Кацеј Виктор Зинченко |

| 10. април 2016. 13:00 | Белгија | 4 : 2 (1:2, 1:0, 2:0) | Србија | Ледена дворана Хака, Хака Посетилаца: 150 |

| Извор                                                                                                  | Извор                   | Извор                                       | Извор             | Извор                                                        |
| --- | ----------------------- | ------------------------------------------- | ----------------- | ------------------------------------------------------------ |
| | Том Проди               | Голмани                                     | Арсеније Ранковић | Судије Пшемислав Кепа Линијске судије Лукаш Кацеј Руди Мајер |
| Јорен де Смет — 00:49 Бен ван ден Богарт — 33:06 Бен ван ден Богарт — 46:18 Бен ван ден Богарт — 59:26 | 1:0 1:1 1:2 2:2 3:2 4:2 | 14:55 — Срђан Ристић 18:30 — Марко Сретовић |                   | Судије Пшемислав Кепа Линијске судије Лукаш Кацеј Руди Мајер |
| 10 мин                                                                                                 | Искључења               | 12 мин                                      |                   | Судије Пшемислав Кепа Линијске судије Лукаш Кацеј Руди Мајер |
| 30 | Шутеви на гол           | 46                                          |                   | Судије Пшемислав Кепа Линијске судије Лукаш Кацеј Руди Мајер |

| 10. април 2016. 16:30 | Исланд | 7 : 4 (3:2, 2:2, 2:0) | Кина | Ледена дворана Хака, Хака Посетилаца: 250 |

| Извор | Извор                                       | Извор                                                                         | Извор                   | Извор                                                          |
| --- | ------------------------------------------- | ----------------------------------------------------------------------------- | ----------------------- | -------------------------------------------------------------- |
| | Снори Сигјурбергсон Денис Хедстрем          | Голмани                                                                       | Сја Шенгжунг Суен Цехао | Судије Јуриј Оскирко Линијске судије Серхио Бјес Данијел Хинек |
| Јоухан Леивсон — 03:28 Илфар Андрјесон — 12:27 Јоухан Леивсон — 17:41 Бјерн Сигурдсон — 20:12 Робин Хедстрем — 24:03 Емил Аленгорд — 44:08 Бјерн Сигурдсон — 58:34 | 1:0 2:0 2:1 3:1 3:2 4:2 5:2 5:3 5:4 6:4 7:4 | 12:35 — Сја Тјенсјанг 19:40 — Џу Цијанг 28:00 — Јанг Мингси 35:32 — Џанг Ченг |                         | Судије Јуриј Оскирко Линијске судије Серхио Бјес Данијел Хинек |
| 14 мин | Искључења                                   | 14 мин                                                                        |                         | Судије Јуриј Оскирко Линијске судије Серхио Бјес Данијел Хинек |
| 47 | Шутеви на гол                               | 21                                                                            |                         | Судије Јуриј Оскирко Линијске судије Серхио Бјес Данијел Хинек |

| 10. април 2016. 20:00 | Холандија | 3 : 2 (пр) (0:0, 0:2, 2:2; 1:0) | Шпанија | Ледена дворана Хака, Хака Посетилаца: 1.100 |

| Извор                                                                | Извор               | Извор                                     | Извор        | Извор                                                       |
| -------------------------------------------------------------------- | ------------------- | ----------------------------------------- | ------------ | ----------------------------------------------------------- |
|                                                                      | Шурд Идзенга        | Голмани                                   | Андер Алкаин | Судије Расмус Топел Линијске судије Атила Нађ Емил Илетинен |
| Кевин Брејстен — 51:49 Кевин Брејстен — 58:31 Бут ван Гестел — 62:04 | 0:1 0:2 1:2 2:2 3:2 | 25:42 — Гиљермо Бетран 39:37 — Хуан Брабо |              | Судије Расмус Топел Линијске судије Атила Нађ Емил Илетинен |
| 6 мин                                                                | Искључења           | 39 мин                                    |              | Судије Расмус Топел Линијске судије Атила Нађ Емил Илетинен |
| 38                                                                   | Шутеви на гол       | 22                                        |              | Судије Расмус Топел Линијске судије Атила Нађ Емил Илетинен |

| 12. април 2016. 13:00 | Холандија | 3 : 0 (2:0, 0:0, 1:0) | Исланд | Ледена дворана Хака, Хака Посетилаца: 102 |

| Извор                                                           | Извор         | Извор   | Извор          | Извор                                                          |
| --------------------------------------------------------------- | ------------- | ------- | -------------- | -------------------------------------------------------------- |
|                                                                 | Шурд Идзенга  | Голмани | Денис Хедстрем | Судије Јуриј Оскирко Линијске судије Атила Нађ Виктор Зинченко |
| Рафаел Јолј — 07:21 Макс Херменс — 08:47 Кевин Брејстен — 59:37 | 1:0 2:0 3:0   |         |                | Судије Јуриј Оскирко Линијске судије Атила Нађ Виктор Зинченко |
| 18 мин                                                          | Искључења     | 14 мин  |                | Судије Јуриј Оскирко Линијске судије Атила Нађ Виктор Зинченко |
| 53                                                              | Шутеви на гол | 25      |                | Судије Јуриј Оскирко Линијске судије Атила Нађ Виктор Зинченко |

| 12. април 2016. 16:30 | Белгија | 3 : 2 (пр) (1:0, 1:1, 0:1; 1:0) | Кина | Ледена дворана Хака, Хака Посетилаца: 148 |

| Извор                                                                          | Извор               | Извор                                | Извор        | Извор                                                          |
| ------------------------------------------------------------------------------ | ------------------- | ------------------------------------ | ------------ | -------------------------------------------------------------- |
|                                                                                | Том Проди           | Голмани                              | Сја Шенгжунг | Судије Едуард Ибатулин Линијске судије Серхио Бјес Лукаш Кацеј |
| Бен ван ден Богарт — 02:26 Александар Бремер — 36:30 Александар Бремер — 63:42 | 1:0 1:1 2:1 2:2 3:2 | 35:29 — Јанг Мингси 40:36 — Џанг Хао |              | Судије Едуард Ибатулин Линијске судије Серхио Бјес Лукаш Кацеј |
| 12 мин                                                                         | Искључења           | 20 мин                               |              | Судије Едуард Ибатулин Линијске судије Серхио Бјес Лукаш Кацеј |
| 46                                                                             | Шутеви на гол       | 23                                   |              | Судије Едуард Ибатулин Линијске судије Серхио Бјес Лукаш Кацеј |

| 12. април 2016. 20:00 | Србија | 3 : 4 (пен) (1:0, 1:1, 1:2; 0:0; 0:1) | Шпанија | Ледена дворана Хака, Хака Посетилаца: 950 |

| Извор | Извор                      | Извор | Извор        | Извор                                                             |
| --- | -------------------------- | --- | ------------ | ----------------------------------------------------------------- |
| | Арсеније Ранковић          | Голмани | Андер Алкаин | Судије Пшемислав Кепа Линијске судије Данијел Хинек Емил Илетинен |
| Павел Поправка — 04:33 Ненад Раковић — 27:20 Марко Миловановић — 51:05 Марко Сретовић Павел Поправка Марко Миловановић Драган Комазец Марко Миловановић | 1:0 1:1 2:2 2:3 3:3 Пенали | 21:20 — Гиљермо Бетран 48:25 — Пабло Пујуело 50:17 — Карлос Кеведо Пабло Муњоз Патрисијо Фуентес Карлос Кеведо Патрисијо Фуентес Јуан Брабо Патрисијо Фуентес |              | Судије Пшемислав Кепа Линијске судије Данијел Хинек Емил Илетинен |
| 16 мин | Искључења                  | 4 мин |              | Судије Пшемислав Кепа Линијске судије Данијел Хинек Емил Илетинен |
| 25 | Шутеви на гол              | 38 |              | Судије Пшемислав Кепа Линијске судије Данијел Хинек Емил Илетинен |

| 14. април 2016. 13:00 | Кина | 0 : 9 (0:3, 0:2, 0:4) | Холандија | Ледена дворана Хака, Хака Посетилаца: 60 |

| Извор | Извор                               | Извор | Извор        | Извор                                                         |
| ----- | ----------------------------------- | --- | ------------ | ------------------------------------------------------------- |
|       | Сја Шенгжунг Сун Цехао              | Голмани | Шурд Идзенга | Судије Расмус Топел Линијске судије Серхио Бјес Данијел Хинек |
|       | 0:1 0:2 0:3 0:4 0:5 0:6 0:7 0:8 0:9 | 00:08 — Рафаел Јолј 13:28 — Кевин Брејстен 15:32 — Јаспер Кик 31:09 — Ерик Тумерс 34:35 — Алан ван Бентем 41:57 — Јулијан ван Лејден 45:40 — Јулијан ван Лејден 50:45 — Јулијан ван Лејден 53:13 — Јаспер Кик |              | Судије Расмус Топел Линијске судије Серхио Бјес Данијел Хинек |
| 8 мин | Искључења                           | 8 мин |              | Судије Расмус Топел Линијске судије Серхио Бјес Данијел Хинек |
| 23    | Шутеви на гол                       | 49 |              | Судије Расмус Топел Линијске судије Серхио Бјес Данијел Хинек |

| 14. април 2016. 16:30 | Исланд | 3 : 6 (3:0, 0:4, 0:2) | Србија | Ледена дворана Хака, Хака Посетилаца: 120 |

| Извор                                                                 | Извор                               | Извор | Извор             | Извор                                                            |
| --------------------------------------------------------------------- | ----------------------------------- | --- | ----------------- | ---------------------------------------------------------------- |
|                                                                       | Денис Хедстрем                      | Голмани | Арсеније Ранковић | Судије Едуард Ибатулин Линијске судије Лукаш Кацеј Емил Илетинен |
| Илфар Андрјесон — 01:29 Јоухан Леивсон — 08:15 Илфар Андресон — 14:15 | 1:0 2:0 3:0 3:1 3:2 3:3 3:4 3:5 3:6 | 21:35 — Марко Сретовић 23:37 — Димитрије Филиповић 31:27 — Марко Сретовић 34:12 — Урош Бјелогрлић 42:41 — Лазар Лестарић 53:26 — Урош Бјелогрлић |                   | Судије Едуард Ибатулин Линијске судије Лукаш Кацеј Емил Илетинен |
| 24 мин                                                                | Искључења                           | 16 мин |                   | Судије Едуард Ибатулин Линијске судије Лукаш Кацеј Емил Илетинен |
| 36                                                                    | Шутеви на гол                       | 53 |                   | Судије Едуард Ибатулин Линијске судије Лукаш Кацеј Емил Илетинен |

| 14. април 2016. 20:00 | Шпанија | 4 : 1 (3:0, 1:1, 0:0) | Белгија | Ледена дворана Хака, Хака Посетилаца: 1.150 |

| Извор                                                                                        | Извор               | Извор                    | Извор                 | Извор                                                           |
| -------------------------------------------------------------------------------------------- | ------------------- | ------------------------ | --------------------- | --------------------------------------------------------------- |
|                                                                                              | Андер Алкаин        | Голмани                  | Том Проди Мике Јансен | Судије Пшемислав Кепа Линијске судије Атила Нађ Виктор Зинченко |
| Пабло Пујуело — 05:19 Патрисијо Фуентес — 11:06 Игнасио Солорзано — 13:56 Хуан Муњоз — 32:37 | 1:0 2:0 3:0 3:1 4:1 | 25:59 — Максим Пелегримс |                       | Судије Пшемислав Кепа Линијске судије Атила Нађ Виктор Зинченко |
| 10 мин                                                                                       | Искључења           | 6 мин                    |                       | Судије Пшемислав Кепа Линијске судије Атила Нађ Виктор Зинченко |
| 32                                                                                           | Шутеви на гол       | 28                       |                       | Судије Пшемислав Кепа Линијске судије Атила Нађ Виктор Зинченко |

| 15. април 2016. 13:00 | Србија | 3 : 0 (0:0, 2:0, 1:0) | Кина | Ледена дворана Хака, Хака Посетилаца: 67 |

| Извор                                                               | Извор                              | Извор   | Извор        | Извор                                                     |
| ------------------------------------------------------------------- | ---------------------------------- | ------- | ------------ | --------------------------------------------------------- |
|                                                                     | Арсеније Ранковић Петар Степановић | Голмани | Сја Шенгжунг | Судије Расмус Топел Линијске судије Серхио Бјес Атила Нађ |
| Марко Сретовић — 20:45 Ненад Раковић — 32:08 Алекса Луковић — 45:22 | 1:0 2:0 3:0                        |         |              | Судије Расмус Топел Линијске судије Серхио Бјес Атила Нађ |
| 8 мин                                                               | Искључења                          | 12 мин  |              | Судије Расмус Топел Линијске судије Серхио Бјес Атила Нађ |
| 44                                                                  | Шутеви на гол                      | 18      |              | Судије Расмус Топел Линијске судије Серхио Бјес Атила Нађ |

| 15. април 2016. 16:30 | Холандија | 6 : 2 (3:0, 1:1, 2:1) | Белгија | Ледена дворана Хака, Хака Посетилаца: 250 |

| Извор | Извор                           | Извор                                          | Извор       | Извор                                                              |
| --- | ------------------------------- | ---------------------------------------------- | ----------- | ------------------------------------------------------------------ |
| | Шурд Идзенга                    | Голмани                                        | Мике Јансен | Судије Јуриј Оскирко Линијске судије Емил Илетинен Виктор Зинченко |
| Роналд Вурм — 04:43 Џефри Мелисант — 12:04 Јуј Остервелд — 15:27 Јулијан ван Лејден — 32:41 Роналд Вурм — 44:27 Јулијан ван Лејден — 48:39 | 1:0 2:0 3:0 4:0 4:1 5:1 6:1 6:2 | 37:21 — Анди Колодзјејчик 53:46 — Бен Веркамен |             | Судије Јуриј Оскирко Линијске судије Емил Илетинен Виктор Зинченко |
| 31 мин | Искључења                       | 14 мин                                         |             | Судије Јуриј Оскирко Линијске судије Емил Илетинен Виктор Зинченко |
| 43 | Шутеви на гол                   | 24                                             |             | Судије Јуриј Оскирко Линијске судије Емил Илетинен Виктор Зинченко |

| 15. април 2016. 20:00 | Шпанија | 5 : 2 (1:1, 2:1, 2:0) | Исланд | Ледена дворана Хака, Хака Посетилаца: 1.480 |

| Извор | Извор                       | Извор                                          | Извор               | Извор                                                            |
| --- | --------------------------- | ---------------------------------------------- | ------------------- | ---------------------------------------------------------------- |
| | Игнасио Гарсија             | Голмани                                        | Снори Сигјурбергсон | Судије Едуард Ибатулин Линијске судије Данијел Хинек Лукаш Кацеј |
| Пабло Пантоха — 08:42 Хуан Брабо — 34:18 Гастон Гонзалес — 38:02 Игнасио Солорцано — 48:26 Хуан Муњоз — 51:41 | 1:0 1:1 2:1 2:2 3:2 4:2 5:2 | 12:36 — Андри Микаелсон 34:43 — Јоухан Леивсон |                     | Судије Едуард Ибатулин Линијске судије Данијел Хинек Лукаш Кацеј |
| 8 мин | Искључења                   | 20 мин                                         |                     | Судије Едуард Ибатулин Линијске судије Данијел Хинек Лукаш Кацеј |
| 27 | Шутеви на гол               | 25                                             |                     | Судије Едуард Ибатулин Линијске судије Данијел Хинек Лукаш Кацеј |

#### Табела групе А
|  | Пласман у Дивизија I, група Б за 2017.    |
|  | Пласман у другу дивизију група Б, у 2017. |

| #  | Репрезентација | Ут | П | Ппр | Ипр | И | ГД | ГП | ГР  | Бод |
| -- | -------------- | -- | - | --- | --- | - | -- | -- | --- | --- |
| 1. | Холандија      | 5  | 4 | 1   | 0   | 0 | 24 | 6  | +18 | 14  |
| 2. | Шпанија        | 5  | 3 | 1   | 1   | 0 | 11 | 9  | +2  | 12  |
| 3. | Белгија        | 5  | 1 | 2   | 0   | 2 | 15 | 18 | -3  | 7   |
| 4. | Србија         | 5  | 2 | 0   | 1   | 2 | 16 | 14 | +2  | 7   |
| 5. | Исланд         | 5  | 1 | 0   | 1   | 3 | 16 | 23 | -7  | 4   |
| 6. | Кина           | 5  | 0 | 0   | 1   | 4 | 6  | 24 | -18 | 1   |

### Појединачна признања
Одлуком директората турнира за најбоље играче проглашени су:
- Најбољи голман:  Андер Алкаин
- Најбољи одбрамбени играч:  Ерик Тумерс
- Најбољи нападач:  Бен ван ден Богарт

## Група Б
Такмичење у групи Б одржано је у периоду између 9. и 15. априла 2016. године, а све утакмице играле су се у Леденој дворани капацитета 4.155 седећих места у Мексико Ситију. Турнир се одржавао по једнокружном лигашком бод систему свако са сваким у пет кола. Најбоље рангирана селекција обезбедила је пласман у виши ранг такмичења за наредну годину, односно у А групу друге дивизије и стиче право да се бори за пласман у прву дивизију, док последњепласирани тим испада у трећу дивизију.
У односу на претходну годину новајлије у овом рангу такмичења су селекције Аустралије, која је као последњепласирана испала годину дана раније из групе А, те селекција Северне Кореје која је била најбоља на турниру треће дивизије годину дана раније.
Репрезентација Аустралије остварила је максималан учинак од 5 победа и експресно се вратила у вишу групу такмичења, док је селекција Бугарске такмичење завршила на последњем месту без освојеног поена. Сребрна медаља припала је селекцији домаћина Мексика, док је бронзу освојила репрезентација Израел.
На турниру је постигнуто укупно 169 гола, или 11,27 голова по утакмици. Свих 15 утакмица укупно је посматрало уживо 5.315 гледалаца или у просеку 354 гледаоца по утакмици.
Одлуком директората турнира за најбоље играче турнира проглашени су голман репрезентације Аустралија Ентони Кимлин, најбољи одбрамбени играч је такође из репрезентације Аустралије, Пол Баранцели, док је за најбољег нападача проглашен Мексиканац Ектор Махул. Најефикаснији играч турнира је нападач селекције Аустралије Вихиби Дарџ који је на 5 одиграних утакмица остварио учинак од чак 24 индексна поена (11 голова и 13 асистенција).

### Судије
Међународна хокејашка федерација је за такмичење у овој групи делегирала укупно 11 судија, 4 главна и 7 помоћних:
| Главне судије - Мартин де Вилде - Миклош Хасонич - Маријо Мајле - Стивен Томпсон | Линијске судије - Владимир Гевара - Вилијам Хенкок - Мајкл Харингтон - Џејмс Каванаг - Јос Корте - Сем Рамирез - Мартен Ван ден Акен |

### Резултати групе Б
Сатница је по локалном времену (UTC-5)
| 9. април 2016. 13:00 | Нови Зеланд | 6 : 3 (3:0, 1:2, 2:1) | Израел | Ледена дворана, Мексико Сити Посетилаца: 115 |

| Извор | Извор                               | Извор                                                     | Извор                             | Извор                                                              |
| --- | ----------------------------------- | --------------------------------------------------------- | --------------------------------- | ------------------------------------------------------------------ |
| | Рик Пари                            | Голмани                                                   | Александар Логинов Максим Гокберг | Судије Мартин де Вилде Линијске судије Мајкл Харингтон Сем Рамирез |
| Николас Хендерсон — 02:27 Шон Харисон — 10:45 Рајан Радл — 12:15 Рајан Радл — 24:28 Ендру Кокс — 49:08 Џејмси Лоренс — 54:19 | 1:0 2:0 3:0 3:1 4:1 4:2 4:3 5:3 6:3 | 23:57 — Ели Клајн 29:37 — Данијел Мазур 43:07 — Ели Клајн |                                   | Судије Мартин де Вилде Линијске судије Мајкл Харингтон Сем Рамирез |
| 12 мин | Искључења                           | 14 мин                                                    |                                   | Судије Мартин де Вилде Линијске судије Мајкл Харингтон Сем Рамирез |
| 38 | Шутеви на гол                       | 32                                                        |                                   | Судије Мартин де Вилде Линијске судије Мајкл Харингтон Сем Рамирез |

| 9. април 2016. 16:30 | [[репрезентација Северне Кореје {{{altlink2}}}\|Северна Кореја]] | 9 : 3 (4:1, 2:1, 3:1) | Бугарска | Ледена дворана, Мексико Сити Посетилаца: 200 |

| Извор | Извор         | Извор  | Извор | Извор                                                           |
| ----- | ------------- | ------ | ----- | --------------------------------------------------------------- |
|       |               |        |       | Судије Миклош Хасонич Линијске судије Јос Корте М. ван ден Акен |
|       |               |        |       |                                                                 |
| 4 мин | Искључења     | 32 мин |       |                                                                 |
| 45    | Шутеви на гол | 16     |       |                                                                 |

| 9. април 2016. 20:00 | Мексико | 4 : 5 (про) (1:0, 1:4, 2:0; 0:1) | Аустралија | Ледена дворана, Мексико Сити Посетилаца: 2.000 |

| Извор  | Извор         | Извор  | Извор | Извор                                                           |
| ------ | ------------- | ------ | ----- | --------------------------------------------------------------- |
|        |               |        |       | Судије Маријо Мало Линијске судије Вилијам Хенкок Џејмс Каванаг |
|        |               |        |       |                                                                 |
| 18 мин | Искључења     | 32 мин |       |                                                                 |
| 33     | Шутеви на гол | 38     |       |                                                                 |

| 10. април 2016. 13:00 | Израел | 8 : 4 (5:1, 2:1, 1:2) | Северна Кореја | Ледена дворана, Мексико Сити Посетилаца: 20 |

| Извор  | Извор         | Извор  | Извор | Извор                                                        |
| ------ | ------------- | ------ | ----- | ------------------------------------------------------------ |
|        |               |        |       | Судије Маријо Мајле Линијске судије Вилијам Хенкон Јос Корте |
|        |               |        |       |                                                              |
| 44 мин | Искључења     | 36 мин |       |                                                              |
| 38     | Шутеви на гол | 42     |       |                                                              |

| 10. април 2016. 16:30 | Аустралија | 14 : 0 (2:0, 6:0, 6:0) | Бугарска | Ледена дворана, Мексико Сити Посетилаца: 150 |

| Извор | Извор         | Извор | Извор | Извор                                                                 |
| ----- | ------------- | ----- | ----- | --------------------------------------------------------------------- |
|       |               |       |       | Судије Стивен Томпсон Линијске судије Сем Рамирез Мартен ван ден Акер |
|       |               |       |       |                                                                       |
| 8 мин | Искључења     | 4 мин |       |                                                                       |
| 40    | Шутеви на гол | 7     |       |                                                                       |

| 10. април 2016. 20:00 | Нови Зеланд | 1 : 2 (0:0, 1:0, 0:2) | Мексико | Ледена дворана, Мексико Сити Посетилаца: 500 |

| Извор  | Извор         | Извор | Извор | Извор                                                               |
| ------ | ------------- | ----- | ----- | ------------------------------------------------------------------- |
|        |               |       |       | Судије Миклош Хазонич Линијске судије Мајкл Харингтон Џејмс Каванаг |
|        |               |       |       |                                                                     |
| 12 мин | Искључења     | 6 мин |       |                                                                     |
| 18     | Шутеви на гол | 26    |       |                                                                     |

| 12. април 2016. 13:00 | Аустралија | 11 : 3 (6:2, 3:0, 2:1) | Израел | Ледена дворана, Мексико Сити Посетилаца: 40 |

| Извор  | Извор         | Извор  | Извор | Извор                                                          |
| ------ | ------------- | ------ | ----- | -------------------------------------------------------------- |
|        |               |        |       | Судије Маријо Мајло Линијске судије Вилијам Хенкок Сем Рамирез |
|        |               |        |       |                                                                |
| 69 мин | Искључења     | 30 мин |       |                                                                |
| 47     | Шутеви на гол | 35     |       |                                                                |

| 12. април 2016. 16:30 | Нови Зеланд | 4 : 7 (0:0, 2:3, 2:4) | Северна Кореја | Ледена дворана, Мексико Сити Посетилаца: 50 |

| Извор  | Извор         | Извор | Извор | Извор                                                               |
| ------ | ------------- | ----- | ----- | ------------------------------------------------------------------- |
|        |               |       |       | Судије Стивен Томпсон Линијске судије Мајкл Харингтон Џејмс Каванаг |
|        |               |       |       |                                                                     |
| 46 мин | Искључења     | 8 мин |       |                                                                     |
| 30     | Шутеви на гол | 44    |       |                                                                     |

| 12. април 2016. 20:00 | Мексико | 10 : 1 (4:0, 4:1, 2:0) | Бугарска | Ледена дворана, Мексико Сити Посетилаца: 500 |

| Извор  | Извор         | Извор  | Извор | Извор                                                                |
| ------ | ------------- | ------ | ----- | -------------------------------------------------------------------- |
|        |               |        |       | Судије Мартин де Вилде Линијске судије Јос Корте Мартен ван ден Акер |
|        |               |        |       |                                                                      |
| 10 мин | Искључења     | 22 мин |       |                                                                      |
| 43     | Шутеви на гол | 7      |       |                                                                      |

| 14. април 2016. 13:00 | Бугарска | 1 : 14 (0:6, 1:6, 0:2) | Нови Зеланд | Ледена дворана, Мексико Сити Посетилаца: 30 |

| Извор  | Извор         | Извор | Извор | Извор                                                        |
| ------ | ------------- | ----- | ----- | ------------------------------------------------------------ |
|        |               |       |       | Судије Мартин де Вилде Линијске судије Јос Корте Сем Рамирез |
|        |               |       |       |                                                              |
| 16 мин | Искључења     | 8 мин |       |                                                              |
| 12     | Шутеви на гол | 41    |       |                                                              |

| 14. април 2016. 16:30 | [[репрезентација Северне Кореје {{{altlink2}}}\|Северна Кореја]] | 1 : 22 (1:5, 0:9, 0:8) | Аустралија | Ледена дворана, Мексико Сити Посетилаца: 60 |

| Извор  | Извор         | Извор  | Извор | Извор                                                                   |
| ------ | ------------- | ------ | ----- | ----------------------------------------------------------------------- |
|        |               |        |       | Судије Миклош Хазонич Линијске судије Џејмс Каванаг Мартен ван ден Акер |
|        |               |        |       |                                                                         |
| 22 мин | Искључења     | 10 мин |       |                                                                         |
| 17     | Шутеви на гол | 42     |       |                                                                         |

| 14. април 2016. 20:00 | Израел | 3 : 9 (2:2, 0:4, 1:3) | Мексико | Ледена дворана Хака, Хака Посетилаца: 400 |

| Извор  | Извор         | Извор  | Извор | Извор                                                                |
| ------ | ------------- | ------ | ----- | -------------------------------------------------------------------- |
|        |               |        |       | Судије Стивен Томпсон Линијске судије Вилијам Хенкок Мајкл Харингтон |
|        |               |        |       |                                                                      |
| 10 мин | Искључења     | 10 мин |       |                                                                      |
| 14     | Шутеви на гол | 33     |       |                                                                      |

| 15. април 2016. 13:00 | Аустралија | 6 : 2 (2:0, 4:0, 0:2) | Нови Зеланд | Ледена дворана, Мексико Сити Посетилаца: 200 |

| Извор | Извор         | Извор  | Извор | Извор                                                                 |
| ----- | ------------- | ------ | ----- | --------------------------------------------------------------------- |
|       |               |        |       | Судије Мартин де Вилде Линијске судије Вилијам Хенкок Мајкл Харингтон |
|       |               |        |       |                                                                       |
| 8 мин | Искључења     | 12 мин |       |                                                                       |
| 39    | Шутеви на гол | 24     |       |                                                                       |

| 15. април 2016. 16:30 | Бугарска | 3 : 5 (1:1, 2:2, 0:2) | Израел | Ледена дворана, Мексико Сити Посетилаца: 50 |

| Извор  | Извор         | Извор | Извор | Извор                                                           |
| ------ | ------------- | ----- | ----- | --------------------------------------------------------------- |
|        |               |       |       | Судије Стивен Томпсон Линијске судије Џејмс Каванаг Сем Рамирез |
|        |               |       |       |                                                                 |
| 14 мин | Искључења     | 4 мин |       |                                                                 |
| 10     | Шутеви на гол | 53    |       |                                                                 |

| 15. април 2016. 20:00 | Мексико | 5 : 3 (0:1, 3:0, 2:2) | Северна Кореја | Ледена дворана, Мексико Сити Посетилаца: 1.000 |

| Извор  | Извор         | Извор  | Извор | Извор                                                             |
| ------ | ------------- | ------ | ----- | ----------------------------------------------------------------- |
|        |               |        |       | Судије Маријо Мајло Линијске судије Јос Корте Мартен ван ден Акер |
|        |               |        |       |                                                                   |
| 41 мин | Искључења     | 10 мин |       |                                                                   |
| 28     | Шутеви на гол | 17     |       |                                                                   |

#### Табела групе Б
|  | Пласман у Дивизију II, група А за 2017. |
|  | Пласман у Дивизију III у 2017.          |

| #  | Репрезентација | Ут | П | Ппр | Ипр | И | ГД | ГП | ГР  | Бод |
| -- | -------------- | -- | - | --- | --- | - | -- | -- | --- | --- |
| 1. | Аустралија     | 5  | 4 | 1   | 0   | 0 | 58 | 10 | +48 | 14  |
| 2. | Мексико        | 5  | 4 | 0   | 1   | 0 | 30 | 13 | +17 | 13  |
| 3. | Израел         | 5  | 2 | 0   | 0   | 3 | 22 | 33 | -11 | 6   |
| 4. | Нови Зеланд    | 5  | 2 | 0   | 0   | 3 | 27 | 19 | +8  | 6   |
| 5. | Северна Кореја | 5  | 2 | 0   | 0   | 3 | 24 | 42 | -18 | 6   |
| 6. | Бугарска       | 5  | 0 | 0   | 0   | 5 | 8  | 52 | -44 | 0   |

### Појединачна признања
Одлуком директората турнира за најбоље играче проглашени су:
- Најбољи голман:  Ентони Кимлин
- Најбољи одбрамбени играч:  Пол Баранцели
- Најбољи нападач:  Ектор Махул